# 露川責
露川責（ろせんぜめ）は、日本の江戸時代の俳人、各務支考の著。享保8年8月12日作。各務支考が沢露川を難詰した書である。露川はこれに対して享保9年2月、『相くさび』という返答書を著わした。
ことの起こりは、露川が北越地方の行脚のおり、自分の著『名目伝』の所説を説きまわって、支考の地盤をあらしたとみられたことにもとづく。
書中、支考は、露川が蕉門の賊であること、『名目伝』の説が支考の『葛の松原』を学んだこと、虚実を知らず切れ字の道理を伝授しないことなどについて、手厳しく詰責した。いずれも難問の13条である。
そのなかで、前句「暁の夢に行燈の灯をとぼし」に支考が「嫁々が子でない爺が子になれ」と付けた句を、露川が「さう泣うなら嫁々が子でなし」となおしたことに憤慨し、句「拷問は辰の刻より暮るまで」に露川が「大地にひらみ付てかたばみ」と付けた句を報復的に難じて、「口にいふ事さへいぶせき」句であると罵り、八体の付句をもって種々付け直した。
支考が露川を責めることは、反対に支考の行為にも当てはまるけれども、支考の憤慨は自らの地盤である北越地方を荒らされた点であるともされる。